# Rooseveltlaan

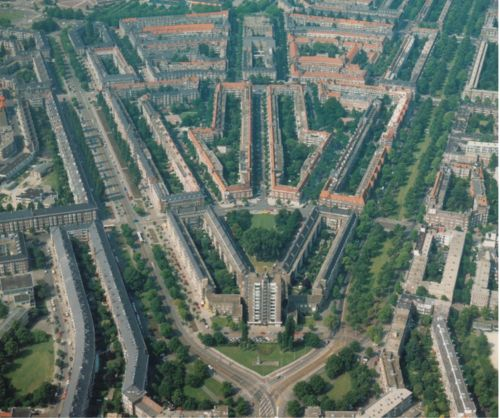
Vedere a intersecției dintre Churchill-laan (în dreapta) și Rooseveltlaan (în stânga) în Victorieplein.

Rooseveltlaan (numit până în 1946 Zuider Amstellaan) este un bulevard situat în cartierul Rivierenbuurt din districtul Amsterdam-Zuid al orașului Amsterdam. 

## Denumire
Rooseveltlaan a fost amenajat în cadrul „Planului Zuid” elaborat de arhitectul Hendrik Petrus Berlage în 1915 și aprobat de consiliul local al orașului Amsterdam în 1917; el a purtat din 1922 numele Zuider Amstellaan. În mai 1946, bulevardul a fost numit după fostul președinte american F. D. Roosevelt, care avea origini neerlandeze.

## Caracteristici
Bulevardul reprezintă unul dintre bulevardele principale din Rivierenbuurt, împreună cu Churchill-laan și Vrijheidslaan, care converg toate trei în Victorieplein (Piața Victoriei). El se întinde din Victorieplein până în Europaplein, unde se află centrul de congrese al RAI Amsterdam. De o parte și de alta a bulevardului sunt plantați plopi. 

## Transportul public
Spre deosebire de Noorder Amstellaan (în prezent Churchill-laan), care este omologul său simetric, bulevardul este format din două benzi de circulație, iar tramvaiul circulă în mijloc. Tramvaiul a început să circule pe această stradă în 1936 când linia 8 a fost extinsă din Daniel Willinkplein (azi Piața Victoriei) până în Westerscheldeplein (azi Europaplein). După război, din 1948, linia de tramvai 4 a fost prelungită și a intersectat acest bulevard.